# Partihaman Saroha
Partihaman Saroha is een bestuurslaag in het regentschap Padang Sidempuan van de provincie Noord-Sumatra, Indonesië. Partihaman Saroha telt 781 inwoners (volkstelling 2010).